# Lista över Sachsens ministerpresidenter
Denna är en lista över ordförande i Gesamtministerium i kungariket Sachsen från 1831 till 1918 samt över ministerpresidenter i Fristaten Sachsen 1918–1952 och från 1990 till idag.
Officiellt var kungen av Sachsen, enligt 1831 års författning, ordförande för Gesamtministerium, men i praktiken utsågs en minister som ledde regeringens arbete, och från omkring 1873 tog kungarna endast undantagsvis del i regeringens sammanträden. Titeln ministerpresident för regeringschefen infördes dock först 1919 i Fristaten Sachsen under Weimarrepubliken.

## Lista över ministerpresidenter i Sachsen

### Kungariket Sachsen1831–1918
Ordförande i Gesamtministerium:

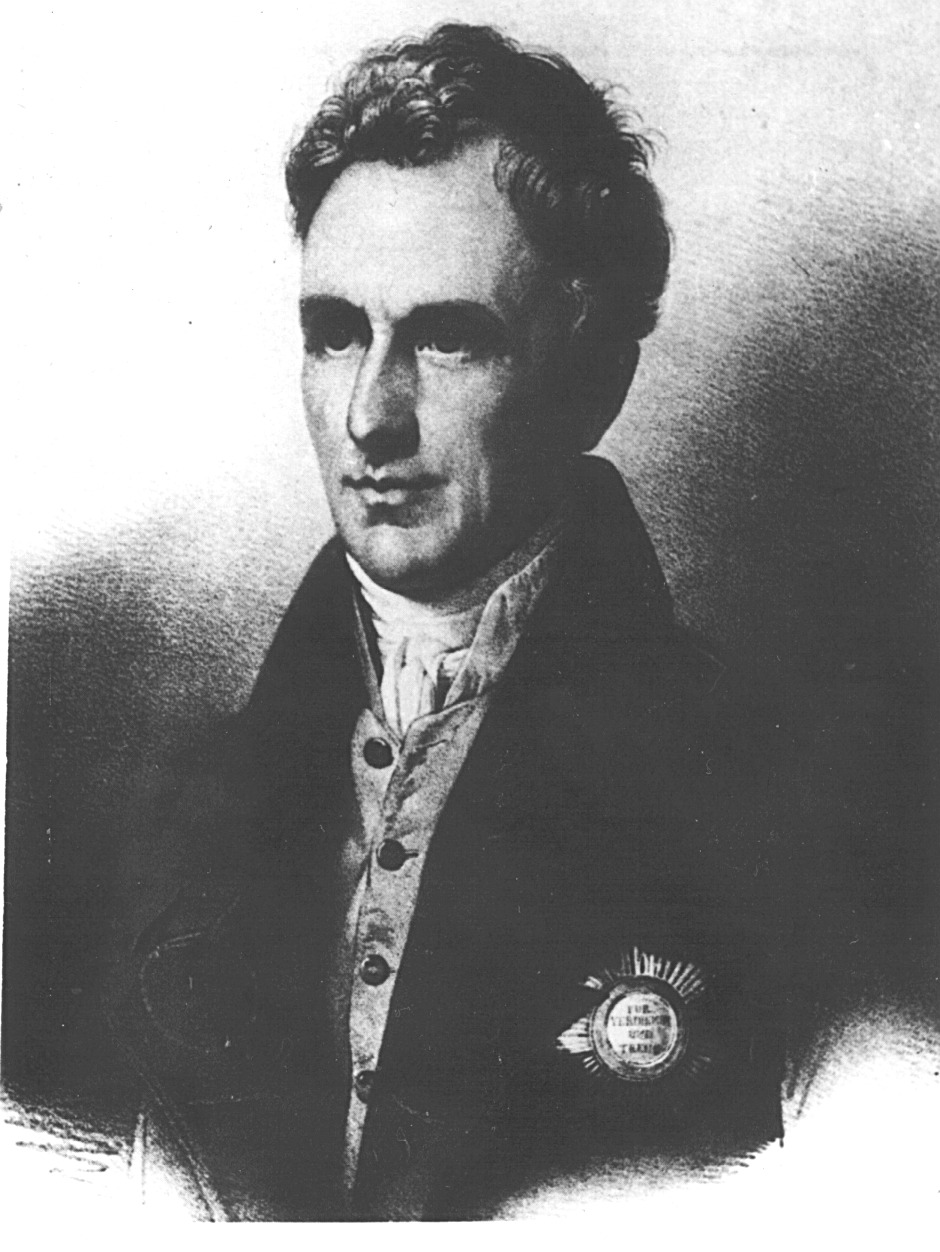
Bernhard August von Lindenau

- Bernhard August von Lindenau 1 december 1831 – september 1843
- Julius Traugott Jakob von Könneritz september 1843 – 13 mars 1848
- Alexander Karl Hermann Braun 16 mars 1848 – 24 februari 1849
- Gustav Friedrich Held 24 februari 1849 – 2 maj 1849
- Ferdinand von Zschinsky 2 maj 1849 – 28 oktober 1858
- Friedrich Ferdinand von Beust 28 oktober 1858 – 15 augusti 1866

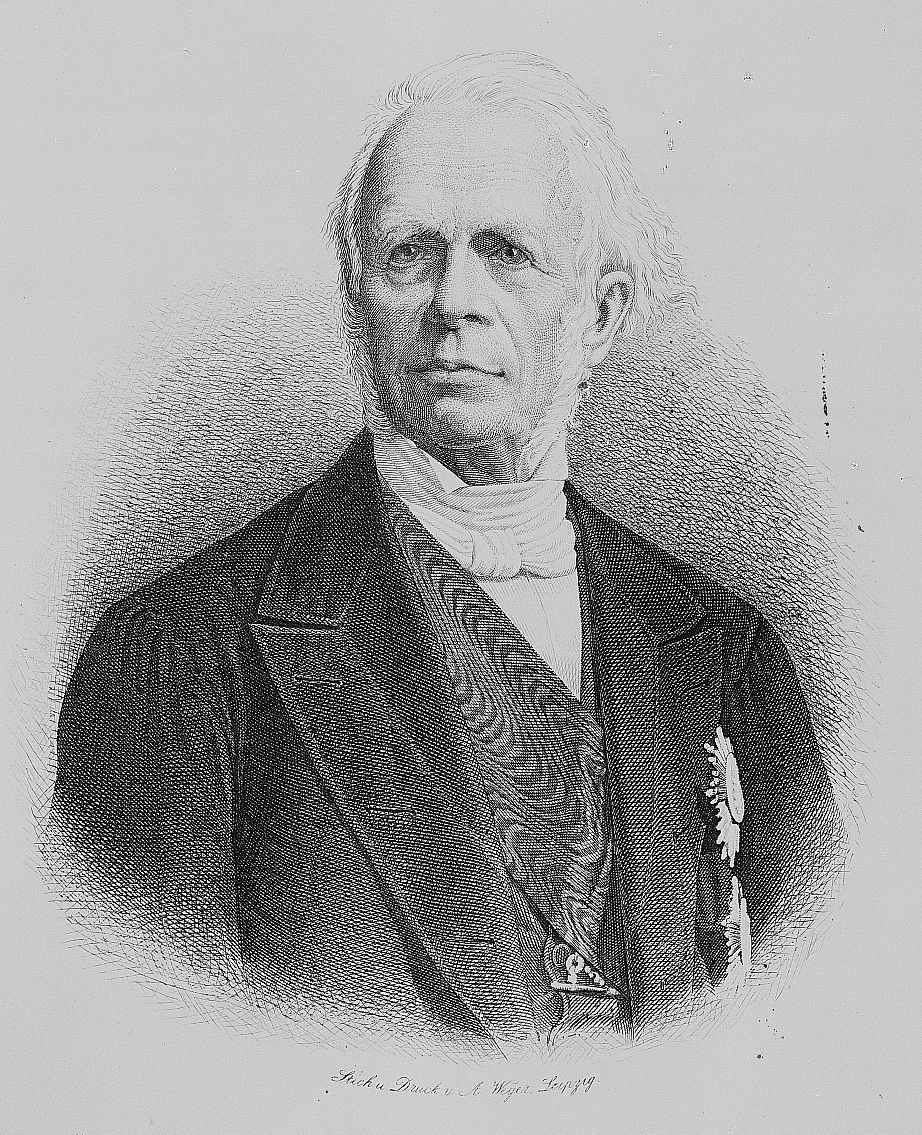
Johann Paul von Falkenstein

- Johann Paul von Falkenstein oktober 1866 – oktober 1871
- Richard von Friesen 1 oktober 1871 – 1 november 1876
- Alfred von Fabrice 1 november 1876 – 25 mars 1891
- Karl von Gerber 25 mars 1891 – 23 december 1891
- Julius Hans von Thümmel december 1891 – 12 februari 1895
- Heinrich Rudolf Schurig 12 februari 1895 – 15 juni 1901
- Karl Georg Levin von Metzsch-Reichenbach 15 juni 1901 – 30 april 1906
- Konrad Wilhelm von Rüger 30 april 1906 – 1 december 1910
- Victor Alexander von Otto 1 december 1910 – 21 maj 1912
- Max Clemens Lothar von Hausen 26 juli 1912 – 21 maj 1914
- Heinrich von Beck 21 maj 1914 – 26 oktober 1918
- Rudolf Heinze 26 oktober 1918 – 13 november 1918

### Fristaten Sachsen1918–1952
Ordförande för Rat der Volksbeauftragten:
- Richard Lipinski (USPD) 15 november 1918 – 21 januari 1919
- Georg Gradnauer (SPD) 21 januari 1919 – 14 mars 1919

Ministerpresidenter under Weimarrepubliken:
- Georg Gradnauer (SPD) 14 mars 1919 – 4 maj 1920
- Wilhelm Buck (SPD) 4 maj 1920 – 21 mars 1923
- Erich Zeigner (SPD) 21 mars 1923 – 29 oktober 1923
- Rudolf Heinze (DVP) 29 oktober 1923 – 31 oktober 1923
- Alfred Fellisch (SPD) 31 oktober 1923 – 4 januari 1924
- Max Heldt (SPD/ASPS) 4 januari 1924 – 26 juni 1929
- Wilhelm Bünger (DVP) 26 juni 1929 – 18 februari 1930
- Walther Schieck (DVP) 6 maj 1930 – 10 mars 1933

I Gau Sachsen under Nazityskland förlorade ämbetet stora delar av sin funktion till Sachsens Gauleiter. Nazistiska ministerpresidenter var:
- Manfred von Killinger (NSDAP) 10 mars 1933 – 28 februari 1935
- Martin Mutschmann (NSDAP) 1 mars 1935 – 7 maj 1945 (även Gauleiter)

Landsförvaltningspresident under ockupationen efter andra världskriget:
- Rudolf Friedrichs (SPD/SED) 1 juli 1945 – 10 december 1946

Ministerpresidenter i sovjetiska ockupationszonen och Östtyskland:
- Rudolf Friedrichs (SED) 11 december 1946 – 13 juni 1947
- Max Seydewitz (SED) 31 juli 1947 – 23 juli 1952

Fristaten Sachsen upplöstes under Östtyskland 1952 och delades upp i Bezirk Leipzig, Bezirk Dresden och Bezirk Karl-Marx-Stadt (Chemnitz).

### Fristaten Sachsensedan Tysklands återförening 1990
Sachsen återbildades som förbundsland i tyska förbundsrepubliken 1990 i samband med Tysklands återförening.
Ministerpresidenter:
- Kurt Biedenkopf (CDU) 8 november 1990 – 18 april 2002
- Georg Milbradt (CDU) 18 april 2002 – 28 maj 2008
- Stanislaw Tillich (CDU) 28 maj 2008 – 13 december 2017
- Michael Kretschmer (CDU) sedan 13 december 2017

## Weblinks
- Wikimedia Commons har media som rör Sachsens ministerpresidenter.